# Liste des longs métrages argentins proposés à l'Oscar du meilleur film international

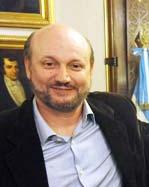
Le réalisateur Juan José Campanella, nommé en 2002 pour Le Fils de la mariée et oscarisé en 2010 pour Dans ses yeux.

Cet article présente la liste des longs métrages argentins proposés à l'Oscar du meilleur film international.

## Films proposés par l'Argentine
| Année (Cérémonie) | Titre français                                 | Titre original                                 | Langue(s)                            | Réalisateur                   | Résultat         |
| ----------------- | ---------------------------------------------- | ---------------------------------------------- | ------------------------------------ | ----------------------------- | ---------------- |
| 1962 (34e)        | Peau d'été                                     | Piel de verano                                 | espagnol                             | Leopoldo Torre Nilsson        | Non nommé        |
| 1963 (35e)        | Los jóvenes viejos (es)                        | Los jóvenes viejos (es)                        | espagnol                             | Rodolfo Kuhn (es)             | Non nommé        |
| 1966 (38e)        | Pajarito Gómez (es)                            | Pajarito Gómez (es)                            | espagnol                             | Rodolfo Kuhn (es)             | Non nommé        |
| 1975 (47e)        | La tregua                                      | La tregua                                      | espagnol                             | Sergio Renán                  | Nommé            |
| 1976 (48e)        | Nazareno Cruz y el lobo (es)                   | Nazareno Cruz y el lobo (es)                   | espagnol, quechua                    | Leonardo Favio                | Non nommé        |
| 1977 (49e)        | Los muchachos de antes no usaban arsénico (es) | Los muchachos de antes no usaban arsénico (es) | espagnol                             | José Martínez Suárez (es)     | Non nommé        |
| 1978 (50e)        | ¿Qué es el otoño? (es)                         | ¿Qué es el otoño? (es)                         | espagnol                             | David José Kohon (es)         | Non nommé        |
| 1980 (52e)        | La isla (es)                                   | La isla (es)                                   | espagnol                             | Alejandro Doria               | Non nommé        |
| 1982 (54e)        | El hombre del subsuelo (es)                    | El hombre del subsuelo (es)                    | espagnol                             | Nicolás Sarquís (es)          | Non nommé        |
| 1983 (55e)        | Últimos días de la víctima (es)                | Últimos días de la víctima (es)                | espagnol                             | Adolfo Aristarain             | Non nommé        |
| 1985 (57e)        | Camila                                         | Camila                                         | espagnol                             | María Luisa Bemberg           | Nommé            |
| 1986 (58e)        | L'Histoire officielle                          | La historia oficial                            | espagnol                             | Luis Puenzo                   | Remporte l'Oscar |
| 1987 (59e)        | Tangos, l'exil de Gardel                       | Tangos, el exilio de Gardel                    | espagnol, français                   | Fernando Solanas              | Non nommé        |
| 1988 (60e)        | Homme regardant au sud-est                     | Hombre mirando al sudeste                      | espagnol                             | Eliseo Subiela                | Non nommé        |
| 1989 (61e)        | La deuda interna                               | La deuda interna                               | espagnol                             | Miguel Pereira (es)           | Non nommé        |
| 1990 (62e)        | La amiga                                       | La amiga                                       | espagnol, allemand                   | Jeanine Meerapfel             | Non nommé        |
| 1991 (63e)        | Moi, la pire de toutes                         | Yo, la peor de todas                           | espagnol                             | María Luisa Bemberg           | Non nommé        |
| 1992 (64e)        | Las tumbas (es)                                | Las tumbas (es)                                | espagnol                             | Javier Torre (es)             | Non nommé        |
| 1993 (65e)        | Le Côté obscur du cœur                         | El lado oscuro del corazón                     | espagnol                             | Eliseo Subiela                | Non nommé        |
| 1994 (66e)        | Gatica, el Mono (es)                           | Gatica, el Mono (es)                           | espagnol                             | Leonardo Favio                | Non nommé        |
| 1995 (67e)        | Una sombra ya pronto serás (es)                | Una sombra ya pronto serás (es)                | espagnol                             | Héctor Olivera                | Non nommé        |
| 1996 (68e)        | Caballos salvajes (es)                         | Caballos salvajes (es)                         | espagnol                             | Marcelo Piñeyro               | Non nommé        |
| 1997 (69e)        | Eva Perón (es)                                 | Eva Perón (es)                                 | espagnol                             | Juan Carlos Desanzo (es)      | Non nommé        |
| 1998 (70e)        | Cenizas del paraíso (es)                       | Cenizas del paraíso (es)                       | espagnol                             | Marcelo Piñeyro               | Non nommé        |
| 1999 (71e)        | Tango                                          | Tango, no me dejes nunca                       | espagnol                             | Carlos Saura                  | Nommé            |
| 2000 (72e)        | Manuelita                                      | Manuelita                                      | espagnol                             | Manuel García Ferré (es)      | Non nommé        |
| 2001 (73e)        | Felicidades (es)                               | Felicidades (es)                               | espagnol, hébreu                     | Lucho Bender (es)             | Non nommé        |
| 2002 (74e)        | Le Fils de la mariée                           | El hijo de la novia                            | espagnol                             | Juan José Campanella          | Nommé            |
| 2003 (75e)        | Kamchatka                                      | Kamchatka                                      | espagnol                             | Marcelo Piñeyro               | Non nommé        |
| 2004 (76e)        | Valentín                                       | Valentín                                       | espagnol                             | Alejandro Agresti             | Non nommé        |
| 2005 (77e)        | Le Fils d'Elias                                | El abrazo partido                              | espagnol, coréen, lituanien, yiddish | Daniel Burman                 | Non nommé        |
| 2006 (78e)        | El aura                                        | El aura                                        | espagnol                             | Fabián Bielinsky              | Non nommé        |
| 2007 (79e)        | Les Lois de la famille                         | Derecho de familia                             | espagnol                             | Daniel Burman                 | Non nommé        |
| 2008 (80e)        | XXY                                            | XXY                                            | espagnol                             | Lucía Puenzo                  | Non nommé        |
| 2009 (81e)        | Leonera                                        | Leonera                                        | espagnol                             | Pablo Trapero                 | Non nommé        |
| 2010 (82e)        | Dans ses yeux                                  | El secreto de sus ojos                         | espagnol                             | Juan José Campanella          | Remporte l'Oscar |
| 2011 (83e)        | Carancho                                       | Carancho                                       | espagnol                             | Pablo Trapero                 | Non nommé        |
| 2012 (84e)        | Aballay (es)                                   | Aballay (es)                                   | espagnol                             | Fernando Spiner (es)          | Non nommé        |
| 2013 (85e)        | Enfance clandestine                            | Infancia clandestina                           | espagnol                             | Benjamín Ávila                | Non nommé        |
| 2014 (86e)        | Le Médecin de famille                          | Wakolda                                        | espagnol, allemand, hébreu           | Lucía Puenzo                  | Non nommé        |
| 2015 (87e)        | Les Nouveaux Sauvages                          | Relatos salvajes                               | espagnol                             | Damián Szifrón                | Nommé            |
| 2016 (88e)        | El Clan                                        | El Clan                                        | espagnol                             | Pablo Trapero                 | Non nommé        |
| 2017 (89e)        | Citoyen d'honneur                              | El ciudadano ilustre                           | espagnol                             | Mariano Cohn et Gastón Duprat | Non nommé        |
| 2018 (90e)        | Zama                                           | Zama                                           | espagnol                             | Lucrecia Martel               | Non nommé        |
| 2019 (91e)        | L'Ange                                         | El Ángel                                       | espagnol                             | Luis Ortega                   | Non nommé        |
| 2020 (92e)        | Heroic Losers                                  | La odisea de los giles                         | espagnol                             | Sebastián Borensztein         | Non nommé        |
| 2021 (93e)        | Les Somnambules                                | Los sonámbulos                                 | espagnol                             | Paula Hernández               | Non nommé        |
| 2022 (94e)        | El prófugo                                     | El prófugo                                     | espagnol                             | Natalia Meta                  | Non nommé        |
| 2023 (95e)        | Argentine, 1985                                | Argentina, 1985                                | espagnol                             | Santiago Mitre                | Nommé            |
| 2024 (96e)        | Los delincuentes                               | Los delincuentes                               | espagnol                             | Rodrigo Moreno                | Non nommé        |
| 2025 (97e)        | El jockey                                      | El jockey                                      | espagnol                             | Luis Ortega                   | En attente       |